# Theodoros Pangalos
Theodoros Pangalos (Θεόδωρος Πάγκαλος, en griego)  (Salamina, 11 de enero de 1878-Atenas 26 de febrero de 1952). Fue general heleno que dirigió el país en 1925 a 1926. Elegido presidente de Grecia de marzo a agosto de 1926 tras un golpe de Estado, a continuación estuvo dos años en prisión. Fue liberado por el Eleftherios Venizelos. Regresó al gobierno griego en 1950 sin éxito, muriendo dos años más tarde.

## Comienzos
Pangalos nació en la isla de Salamina. Fue primero de su clase en la promoción de 1900 de la Academia de Oficiales Cadetes del Ejército Griego (Scholi Evelpidon) y continuó sus estudios en París. 
Participó como teniente en la Liga Militar, siendo el responsable de la fuga de los militares encarcelados por el gobierno que llevó a la ruptura de las conversaciones entre este y la Liga que llevó al golpe de Estado de Goudi de agosto de 1909.

## La guerra mundial y el golpe de Estado
En 1916 apoyó a Elefterios Venizelos en su disputa con el rey Constantino I, y se le recompensó con un puesto relevante en el Ministerio de Defensa. 
Participó en la Guerra Greco-Turca (1919-1922) como miembro del Estado Mayor pero fue degradado tras la vuelta al trono de Constantino en 1920. 
En 1922 Pangalos apoyó el golpe de Estado de Nikolaos Plastiras que acabó en la primavera de 1924 con la abolición de la monarquía y la proclamación de la Segunda República Helénica y fue nombrado ministro de Defensa. Su primera tarea fue procesar en tribunales militares a algunos destacados dirigentes gubernamentales favorables a la monarquía, en lo que se conoció como el «Juicio de los Seis» que acabó con otras tantas ejecuciones. Se trasladó entonces a Tesalónica donde se apresuró a reorganizar el ejército griego en Macedonia y Tracia ante la posibilidad de un ataque turco, pues la guerra con este país no había acabado. La mejora fue tan rotunda que el Alto Mando griego se planteó avanzar en Tracia Oriental como medida ante las exigencias turcas en las negociaciones de paz de Lausana. Un contratiempo del Ejército turco facilitó que se llegase a un acuerdo en abril y que se abandonasen estos planes, firmándose el Tratado de Lausana.
Nacionalista convencido, Pangalos se opuso a los términos del tratado y proclamó que sus tropas atacarían Turquía para evitar el acuerdo. Se vio obligado a dimitir pero su postura le hizo ganar popularidad entre cierta parte de la sociedad griega que se oponía al tratado. Durante la época siguiente en la que se sucedieron distintos gabinetes Pangalos ocupó distintas carteras.
Pangalos se hallaba entre los militares republicanos más destacados, junto con el coronel Georgios Kondilis.

## En el poder
El 24 de junio de 1925 oficiales leales a Pangalos, temiendo por la seguridad del país ante la situación política, dieron un golpe de Estado. Pangalos abolió inmediatamente el gobierno civil de la república y envió a los tribunales a todos los posibles opositores, incluyendo a su antiguo superior Plastiras. Se suprimió la libertad de prensa y se aprobaron una serie de leyes represivas (incluyendo una que indicaba la longitud adecuada de las faldas de las mujeres - nunca a más de 30 cm del suelo) a la vez que Pangalos se concedía la Gran Cruz del Redentor. Se proclamó dictador el 3 de enero de 1926 y se hizo elegir presidente en abril.
Durante su dictadura comenzó la persecución del Partido Comunista Griego, que se acentuó a finales de la década. Al comienzo había disfrutado del respaldo de algunas figuras políticas, como Alexandros Papanastasiu, al haberse presentado Pangalos como representante de la regeneración política ante el caos de la posguerra.
Intentó devaluar la moneda a la mitad pero pronto su escasa capacidad como político y diplomático fue evidente. Concedió excesivos derechos comerciales a Yugoslavia en Tesalónica  y llevó al país a la guerra con Bulgaria por el Incidente de Petrich, que empañó la imagen internacional del país. En otros problemas su actuación al frente del gobierno sí fue eficaz.
Pronto muchos de los oficiales que le habían apoyado le retiraron el respaldo. El 21 de agosto de 1926 un contragolpe dirigido por Kondilis le derrocó y devolvió a Pavlos Kunturiotis a la presidencia.

## Alejado del poder
En 1930, Pangalos fue condenado a prisión por un escándalo urbanístico. Permaneció encarcelado dos años hasta que se benefició de una amnistía concedida por el gobierno de Venizelos. Nunca recuperó el apoyo popular del que gozó antes del golpe y no volvió a desempeñar un papel relevante en la política griega. Se le acusó de colaboración con los ocupantes alemanes e italianos durante la Segunda Guerra Mundial pero nunca se probó nada. Se opuso a la creación de movimientos de resistencia al ocupante durante la guerra.
Se presentó a las elecciones parlamentarias en 1950 sin lograr escaño y murió dos años más tarde en Atenas, en el  exclusivo barrio de Kifisia.
Su nieto, tocayo suyo (véase Theodoros Pangalos), ha sido diputado en el Parlamento y ministro de Exteriores y es miembro del  PASOK.

## En la cultura popular
Theodoros Pangalos aparece en la canción Stin epohi tou Pangalou (En época de Pangalos, en griego: Στην εποχή του Πάγκαλου) de Giorgos Mitsakis, cantado originalmente por George Dalaras.